# Kimhyŏngjik-kun
Kimhyŏngjik-kun (koreanska: 김형직군) är en kommun i Nordkorea.   Den ligger i provinsen Yanggang-do, i den norra delen av landet, 290 km norr om huvudstaden Pyongyang.